# Peter Käppler
Peter Käppler (* 9. September 1961, heimatberechtigt in Schaffhausen) ist ein Schweizer Politiker (SP). 

## Biografie
Käppler hat eine Berufslehre als Kondukteur bei den SBB absolviert. Danach machte er verschiedene Weiterbildungen zum Fachlehrer SBB und später zum Betriebssekretär SBB. Er ist verheiratet und hat zwei erwachsene Kinder.
1980 trat Käppler der SP bei. Von 1999 bis 2004 präsidierte er die SP der Stadt Schaffhausen. Im Jahre 2004 wurde er als Stadtrat gewählt und 2008 im Amt bestätigt. 2012 wurde er jedoch abgewählt. Er erreichte zwar das absolute Mehr, hatte aber 25 Stimmen weniger als der Kandidat der FDP, Raphaël Rohner, der somit seit 2013 in der Stadtregierung sitzt. Zudem ist er seit 2005 Mitglied des kantonalen Parlaments.
Er ist zudem Mitglied in diversen Organisationen wie zum Beispiel dem VPOD oder dem WWF.